# Emerald Mound
Emerald Mound, conosciuto anche come Selsertown, è un sito archeologico della Cultura del Mississippi. Si trova lungo il percorso panoramico di Natchez presso la città di Stanton nella contea di Adams in Mississippi. Con i suoi circa 8 acri di superficie, Emerald Mound è il secondo più grande tumulo del Periodo Mississippiano negli Stati Uniti, superato solo dal Monk's Mound di Cahokia. Il sito è una espressione della cultura di Plaquemine, una variante regionale della Cultura del Mississippi, e fu utilizzato lungamente dal popolo Natchez come centro cerimoniale. I primi scavi furono effettuati nel 1838 da John C. Van Tramp. Il sito è stato dichiarato National Historic Landmark nel 1989.

## Sito

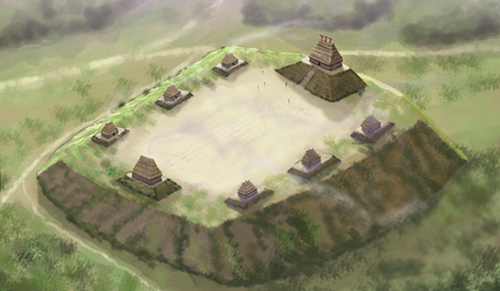
Ipotetica illustrazione artistica del sito

Il sito consiste in un tumulo di grandi dimensioni a base pentagonale sormontato da due piccoli tumuli. Il tumulo principale misura alla base 235 metri in direzione est-ovest e 133 metri in direzione nord-sud, coprendo un'area di circa 3,1 ettari (7,7 acri). Il tumulo si eleva dal suolo di circa 9,2 metri e la parte superiore è di forma appiattita e misura 195 metri per 105 metri (circa 2 ettari).
I due tumuli secondari si trovano sulla parte superiore del tumulo principale ai due estremi lungo l'asse est-ovest. Il tumulo sul vertice ovest è il più grande dei due e ha una altezza rispetto alla sommità del tumulo principale di circa 9 metri. La sua forma attuale fa pensare che in origine fosse di forma piramidale.
Il tumulo sul vertice est è molto più piccolo avendo un'altezza di circa 3 metri essendo stato sfigurato dall'erosione atmosferica e dalle coltivazioni avvenute nell'area nel XIX secolo. Anche questa struttura era probabilmente a forma piramidale.
Dalle descrizioni dei primi esploratori del sito agli inizi dell '800, risulta che i tumuli secondari posti alla sommità del primario erano otto. Oltre ai due rimasti attualmente, ve ne erano altri sei, tre posti lungo il bordo nord ad intervalli regolari, ed altrettanti sul lato opposto. Erano alti da uno a due metri, ed apparivano già abbastanza erosi. Negli anni successivi l'erosione completò la sua opera, al punto che nel 1835 ne restavano visibili sei, e nel 1887 ne rimanevano quattro. Nel 1917 tutte le tracce dei sei tumuli laterali erano scomparse lasciando solo in evidenza i due attuali.
Dalle prime descrizioni risulta inoltre che il tumulo era completamente circondato da un ampio fossato che dalle descrizioni successive del 1838 era scomparso.
Il sito appartiene alla cultura di Plaquemine, una variante regionale della Cultura del Mississippi e fu costruito ed occupato in quattro fasi fra il 1200 ed il 1730 d.C.